# Gerdeh Bīsheh
Gerdeh Bīsheh (persiska: Gerd Vīsheh, گرده بیشه) är en ort i Iran.   Den ligger i provinsen Gilan, i den nordvästra delen av landet, 200 km nordväst om huvudstaden Teheran. Gerdeh Bīsheh ligger 1 216 meter över havet och antalet invånare är 221.
Terrängen runt Gerdeh Bīsheh är bergig åt sydväst, men åt nordost är den kuperad. Runt Gerdeh Bīsheh är det ganska glesbefolkat, med 45 invånare per kvadratkilometer. Närmaste större samhälle är Jīrandeh, 13,1 km sydost om Gerdeh Bīsheh. Trakten runt Gerdeh Bīsheh består till största delen av jordbruksmark.